# Ugny-le-Gay
 Ugny-le-Gay  là một xã ở tỉnh Aisne, vùng Hauts-de-France thuộc miền bắc nước Pháp.